# رزیدنت ایول: گزارش محرمانه
رزیدنت ایول: گزارش محرمانه (به انگلیسی: Resident Evil: Confidential Report) نام یک بازی قابل اجرا در گوشی تلفن همراه و در سبک سورویوال هارور بوده که توسط شرکت کپ‌کام ساخته شد. این بازی در سری بازی‌های رزیدنت ایول قرار داشته و در سپتامبر ۲۰۰۶ منتشر شد.

## خلاصه داستان
رویدادهای این بازی در مکان‌های مختلفی از شهر راکون مانند: دانشگاه راکون، موزه راکون و ... اتفاق می‌افتد. شخصیت‌های قابل کنترل در این بازی نیز، شخصیت‌های جدیدی در این سری محسوب می‌شوند. تیلر همیلتون و نائومی مک‌کلین، دو شخصیت‌های اصلی قابل کنترل در این بازی هستند. شخصیت آلبرت وسکر نیز در این بازی حضور دارد.
پرونده شماره ۱: افسر تازه‌کار پلیس، تایلر همیلتون، مأمور نگهبانی از تأسیسات ذخیره‌سازی آمبرلا در شهر راکون شده بود که ناگهان انفجار مهیبی در معادن زیرزمینی رخ داد. تایلر در حادثه بیهوش میشود و در داخل منطقه ذخیره‌سازی به دام میافتد. وقتی به هوش می آید، با صحنه هولناکی مواجه میشود - هجوم زامبیها به سمت او. در همین حال، نائومی مک‌کلین، مأمور اف‌بی‌آی، برای تحقیق درباره آزمایشهای غیرقانونی آمبرلا به شهر فرستاده میشود. مأمور قبلی در جمعآوری مدارک محکم شکست خورده بود، اما نائومی مأمور شده تا شواهد قطعی از وجود خبرچین‌های اف‌بی‌آی در درون سازمان آمبرلا را پیدا کند.
پرونده شماره ۲: تایلر که از کابوس تأسیسات آلوده جان سالم به در برده، در یک ایستگاه پلیس محلی پناه گرفته است. ناگهان زنگ خطر دانشگاه شهر رکون به صدا درمی‌آید. تایلر نمیداند که نائومی نیز این درخواست کمک را دریافت کرده است. نائومی حدس میزند که این احتمالاً یکی از خبرچینهای مورد نظرش است که کمک میخواهد. او فوراً به سمت دانشگاه حرکت میکند تا هم سرنخ‌های بیشتری از فعالیت‌های آمبرلا پیدا کند و هم این فرد حیاتی را نجات دهد.

## شخصیت‌ها
تایلر همیلتون:  
افسر تازه‌کار اداره پلیس رکون (RPD) که مأمور حفاظت از آزمایشگاه آمبرلا شده بود. پس از انفجاری که منجر به انتشار ویروس شد، او در میان زامبی‌ها به دام افتاد و با تلاشی جان‌فرسا خود را به ایستگاه پلیس رساند. زمانی که تماس اضطراری از خوابگاه مدرسه به ایستگاه می‌رسد، تایلر متوجه می‌شود این شماره معمولاً در دسترس دانشجویان نیست، بنابراین برای بررسی وضعیت عازم می‌شود.  
نائومی مک‌کلین:  
مأمور اف‌بی‌آی آی که در زمان انفجار خارج از ایستگاه پلیس بود. او برای کشف حقایق درباره آزمایش‌های غیرقانونی آمبرلا به شهر رکون آمده بود. پس از فاجعه، به دنبال یافتن خبرچین‌های گم‌شده سازمان می‌گردد. وقتی تایلر تماس اضطراری مدرسه را دریافت می‌کند، نائومی پیامی مرموز از یکی از این خبرچین‌ها را رهگیری و رمزگشایی می‌کند.  
آلبرت وسکر: 
داستان او در بازی به طور کامل فاش نمی‌شود، اما مشخص است که در زمان انفجار در آزمایشگاه آمبرلا حضور داشته و احتمالاً هنوز در آنجا است. (این شخصیت با تکمیل بازی در کمتر از ۷ ساعت باز می‌شود.)  